# Natale a Graceland
Natale a Graceland (Christmas at Graceland) è un film per la televisione del 2018 diretto da Eric Close.

## Distribuzione
Il film è stato distribuito nelle sale cinematografiche nel 2018.